# Harlem Heights
Harlem Heights es un lugar designado por el censo ubicado en el condado de Lee en el estado estadounidense de Florida. En el Censo de 2010 tenía una población de 1.975 habitantes y una densidad poblacional de 1.020,82 personas por km².

## Geografía
Harlem Heights se encuentra ubicado en las coordenadas 26°31′1″N 81°55′41″O / 26.51694, -81.92806. Según la Oficina del Censo de los Estados Unidos, Harlem Heights tiene una superficie total de 1.93 km², de la cual 1.57 km² corresponden a tierra firme y (18.61%) 0.36 km² es agua.

## Demografía
Según el censo de 2010, había 1.975 personas residiendo en Harlem Heights. La densidad de población era de 1.020,82 hab./km². De los 1.975 habitantes, Harlem Heights estaba compuesto por el 40.05% blancos, el 22.63% eran afroamericanos, el 0.25% eran amerindios, el 0.05% eran asiáticos, el 0.05% eran isleños del Pacífico, el 32.1% eran de otras razas y el 4.86% pertenecían a dos o más razas. Del total de la población el 70.18% eran hispanos o latinos de cualquier raza.